# ثيودور توماس
ثيودور توماس (بالإنجليزية: Theodore Thomas)‏ هو سياسي أمريكي، ولد في 1969.